# Miloš Bojović (cestista 1981)
Miloš Bojović (in serbo Милош Бојовић?; Belgrado, 2 dicembre 1981) è un ex cestista serbo.

## Palmarès

### Squadra
- Campionato montenegrino: 1

Budućnost: 2008-2009
- Coppa del Montenegro: 1

2009
- Coppa del Belgio: 1

Limburg: 2022

### Individuale
- KLS MVP: 1

Sloga Kraljevo: 2006-2007